# Rock the House (album)
Pour les articles homonymes, voir Rock the House.
Albums de DJ Jazzy Jeff and the Fresh Prince
He's the DJ, I'm the Rapper
(1988)
Singles
1. Girls Ain t Nothing But Trouble
Sortie : 1986
2. The Magnificent Jazzy Jeff
Sortie : 1987
3. A Touch of Jazz
Sortie : 1987

Rock the Housse est le premier album studio de DJ Jazzy Jeff and the Fresh Prince, sorti le 19 mars 1987.
L'album s'est classé 24e au Top R&B/Hip-Hop Albums et 83e au Billboard 200.

## Liste des titres
| No  | Titre                           | Contient un (des) sample(s) de | Durée |
| --- | ------------------------------- | --- | ----- |
| 1.  | Girls Ain't Nothing but Trouble | I Dream of Jeannie d'Hugo Montenegro Catch the Beat de T-Ski Valley | 4:52  |
| 2.  | Just One of Those Days          | Puttin' on the Ritz de Taco | 5:46  |
| 3.  | Rock the House                  | Ben de Michael Jackson The Streetbeater (Theme From Sanford and Son) de Quincy Jones Theme from Mahogany (Do You Know Where You're Going To) de Diana Ross | 4:23  |
| 4.  | Taking It to the Top            | Cold Sweat de James Brown Kool Is Back de Funk, Inc. | 5:26  |
| 5.  | Magnificent Jazzy Jeff          | Funky Drummer de James Brown The Big Beat de Billy Squier Shout de Tears for Fears 19 de Paul Hardcastle Change the Beat (Female Version) de Beside Dance to the Drummer's Beat d'Herman Kelly & Life State of the Union (February 18, 1981) de Ronald Reagan Good Times de Chic Def Jam de Jazzy Jay Here We Go (Live at the Funhouse) de Run–D.M.C. Kool Is Back de Funk, Inc. Death Mix (Part 2) d'Afrika Bambaataa (Nothing Serious) Just Buggin' de Whistle Snatchin' Cazals des Cazal Boys Get Fly de T.J. Swann & Company Punk Rock Rap des Cold Crush Brothers Roxanne's Revenge de Roxanne Shanté Girls Ain't Nothing but Trouble de DJ Jazzy Jeff and The Fresh Prince | 5:26  |
| 6.  | Just Rockin'                    | Reading the Comics - July, 1945 de Fiorello LaGuardia Change the Beat (Female Version) de Beside | 5:04  |
| 7.  | Guys Ain't Nothing but Trouble  | I Dream of Jeannie d'Hugo Montenegro | 4:34  |
| 8.  | A Touch of Jazz                 | Westchester Lady de Bob James "T" Plays It Cool de Marvin Gaye Harlem River Drive de Bobbi Humphrey Mister Magic de Grover Washington, Jr. Change (Makes You Want to Hustle) de Donald Byrd Change the Beat (Female Version) de Beside | 3:21  |
| 9.  | Don't Even Try It               | | 5:28  |
| 10. | Special Announcement            | | 1:46  |